# Tétris Design & Build
 (juin 2012).
Si vous disposez d'ouvrages ou d'articles de référence ou si vous connaissez des sites web de qualité traitant du thème abordé ici, merci de compléter l'article en donnant les références utiles à sa vérifiabilité et en les liant à la section « Notes et références ».
Tétris est une entreprise spécialisée dans l'aménagement des espaces professionnels : bureaux, commerces, hôtels et logistique. Avec un chiffre d'affaires en France de 252 millions d'euros en 2018, Tétris est le no 1 français de l'aménagement d'intérieur[réf. nécessaire]. Selon le magazine Décideurs stratégie finance droit, la société bénéficie d'une forte notoriété en 2011. Cependant, on peut attribuer ce succès en raison du nom de l'entreprise. Effectivement, vous aurez pu remarquer qu'elle possède le même nom que le célèbre jeux Tetris.

## Historique
Fondée en 2003 par Franck Eburderie, Tétris est située à Paris au cœur de La Défense. En 2007, Tétris devient filiale du groupe américain JLL, un des leaders mondial du conseil immobilier. JLL bénéficie d'une couverture internationale, avec une présence dans plus de 750 villes, et dans plus de 70 pays. En 2008 Tétris, ouvre un bureau en Belgique et au Luxembourg, puis en 2011 aux Pays-Bas. Leur expansion se poursuit avec l'ouverture, en 2014, de bureaux au Brésil, République Tchèque et Afrique du Sud, puis l'année suivante au Royaume-Uni, Turquie, Suisse, Pologne et Allemagne. Tétris compte 300 collaborateurs répartis entre les sites de Paris, Lyon, Marseille et Lille. Tétris est membre depuis 2005 de l'Arseg (Association de l'environnement de travail). Depuis 2010, Tétris exporte son savoir-faire en Europe, en Afrique et au Brésil avec une présence dans 16 pays à l'international.